# Bible de Souvigny
La Bible de Souvigny est un manuscrit sur parchemin de la fin du XIIe siècle conservé à la médiathèque communautaire de Moulins. Elle contient le texte en latin de l’ancien et du nouveau Testament et elle est réputée pour ses enluminures.

## Historique
Le manuscrit appartient à un groupe de grandes bibles exécutées ensemble sans doute au sein d'un scriptorium clunisien ou sous influence clunisienne à la fin du XIIe siècle. Parmi les autres manuscrits se trouve une bible conservée à la Bibliothèque municipale de Lyon (Ms.410-411),, la bible de Saint-Sulpice de Bourges (BM de Bourges, Ms.3), la bible de Fressac (Latin 58), ancienne dépendance de la cathédrale du Puy. Une autre bible se rattache à ce groupe, la bible de Clermont (Bibliothèque du Patrimoine de Clermont-Ferrand, Ms.1), dont l'agencement du texte est similaire mais la décoration très différente,.
L'obituaire du prieuré de Souvigny daté du XVe siècle mentionne à la date du 13 novembre un office en l'honneur de Bernard, sacristain du prieuré sous le prieur Aimeric (1183-1206). Il y est honoré en raison des nombreux ouvrages qu'il fait fabriquer au sein du monastère et notamment un livre précieux contenant l'Ancien et le Nouveau Testament qui renvoie sans doute à la bible. Une ancienne étiquette placé dans l'ancienne reliure mentionnait par ailleurs que l'ouvrage avait été utilisé au cours du Concile de Constance vers 1415, à l'occasion du procès pour hérésie de Jean Hus. Le manuscrit est enfin décrit dans les collections du prieuré en 1707 par l'érudit Edmond Martène,.
En 1793, à la suite de la fermeture du prieuré, le manuscrit est transféré avec les autres ouvrages à Moulins où il est conservé, après divers entreposages temporaires, au sein de l'hôtel de ville en 1825. En 1832, la bibliothèque royale propose un échange du manuscrit contre des ouvrages imprimés modernes mais la municipalité refuse la proposition. L'année suivante, à l'occasion d'une tentative de restauration, le manuscrit perd sa reliure ancienne et notamment ses émaux et plaques de bronze. Un médaillon est retrouvé en vente en 1978 et acquis par la municipalité pour 150 000 francs. Le manuscrit est transféré un temps au musée de la ville entre 1911 et 1956. Il est ensuite remplacé par un fac similé en exposition permanente.
L'ouvrage est classé monument historique au titre des objets en 1927. Il est restauré en 1980.

## Description
L'ouvrage contient, sur 400 folios, 122 enluminures : 5 grandes compositions et 117 lettrines historiées.

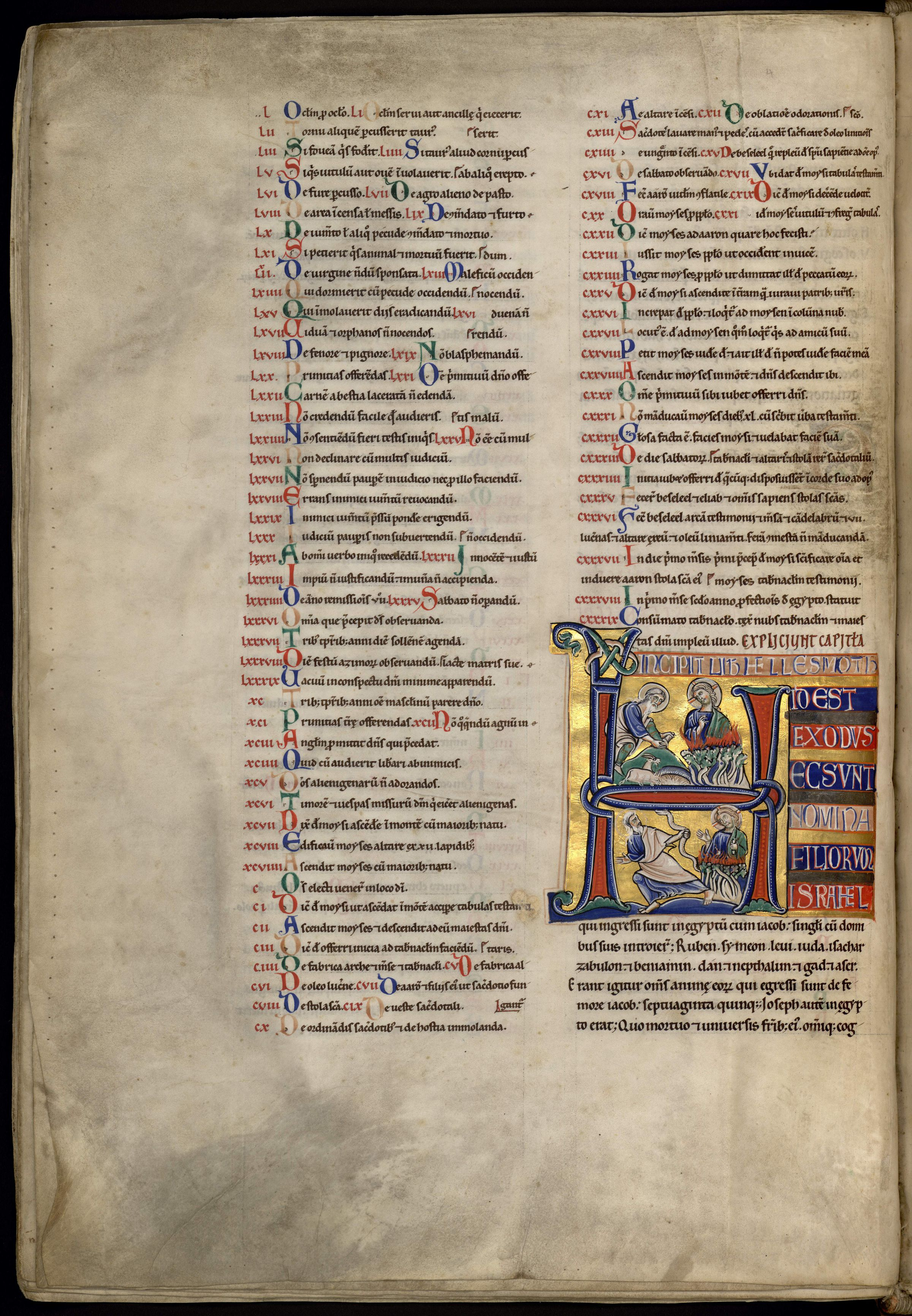
Fol. 22v : Initiale du livre de l'Exode
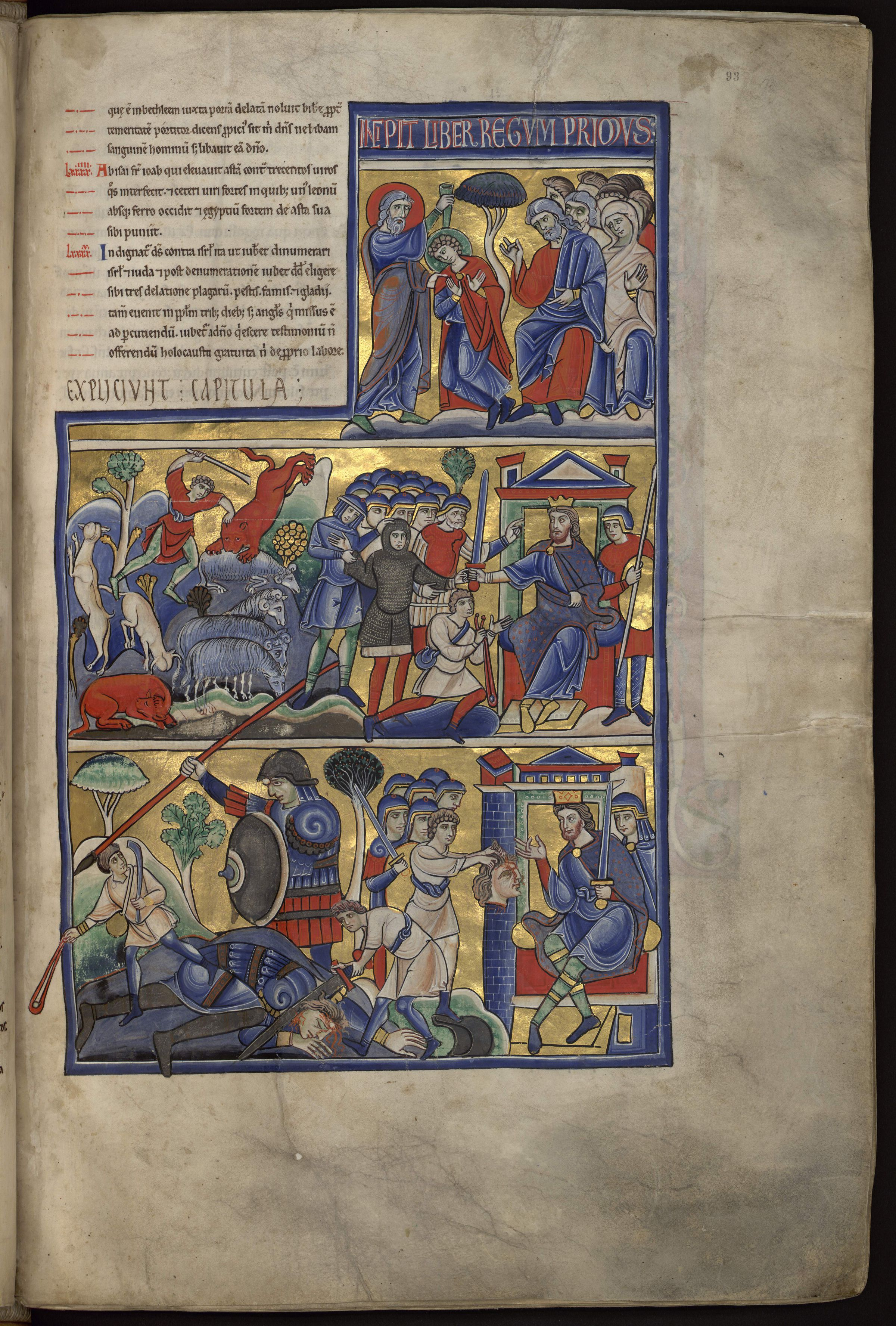
Fol. 93r : Combat de David contre Goliath
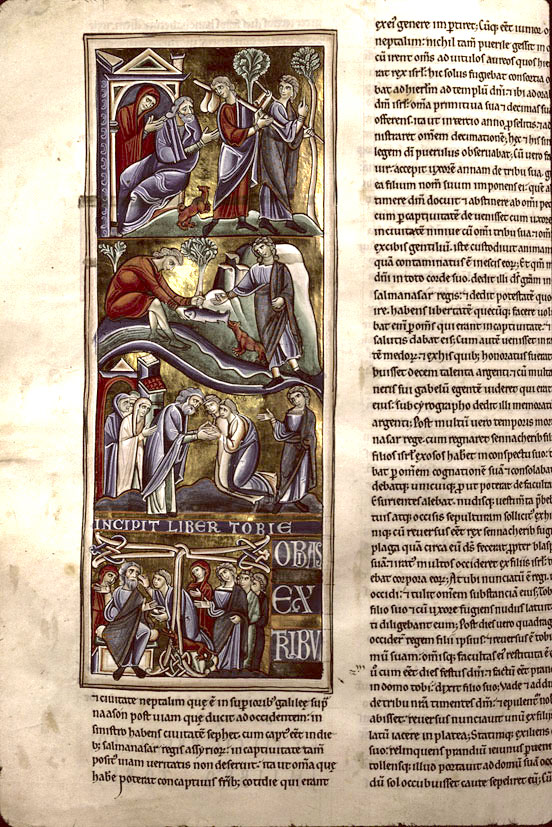
Fol. 288 : Histoire de Tobie
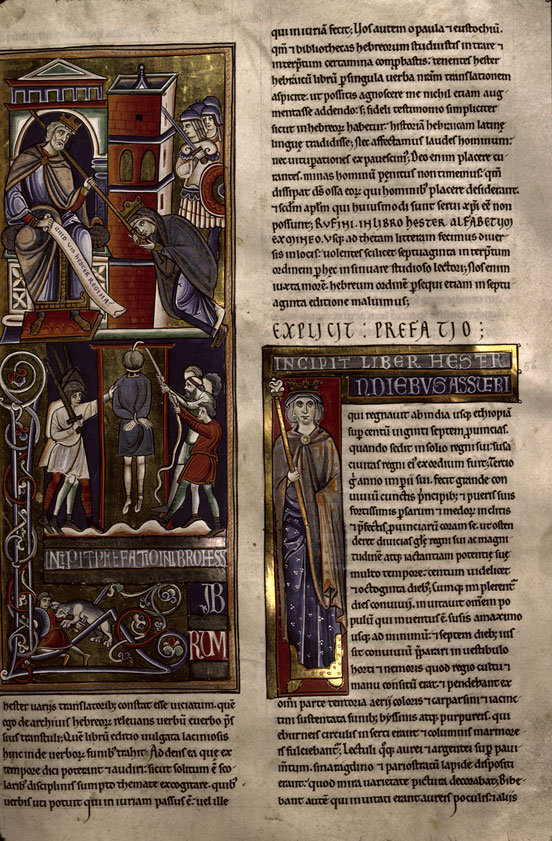
Fol. 284 : Histoire d'Esther

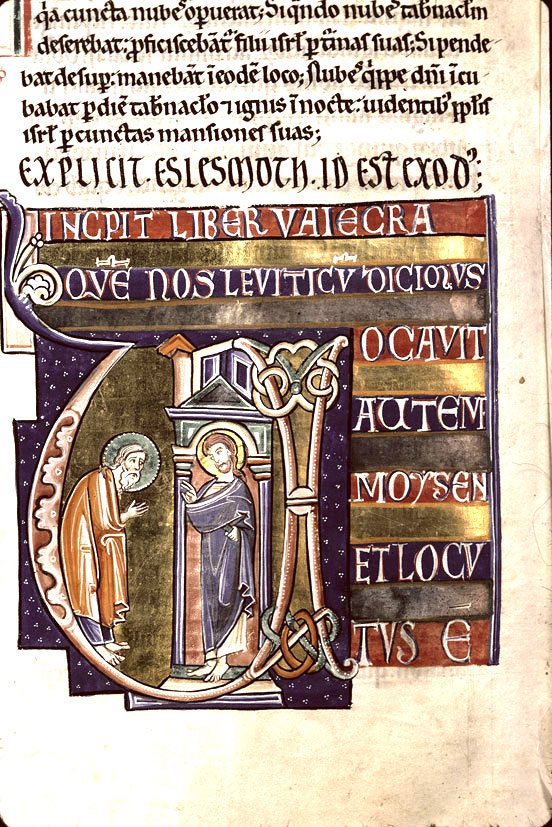
Fol. 36v : Dieu parlant à Moïse
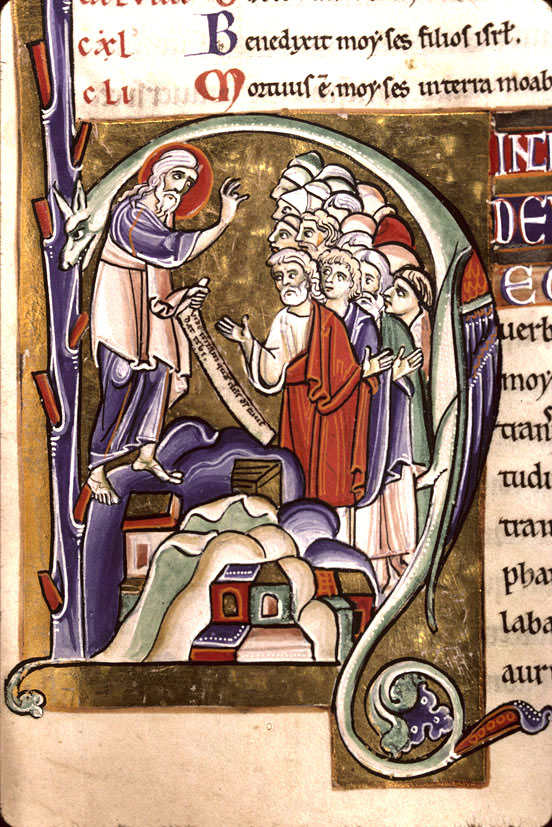
Fol. 61 : Moïse montrant la terre promise
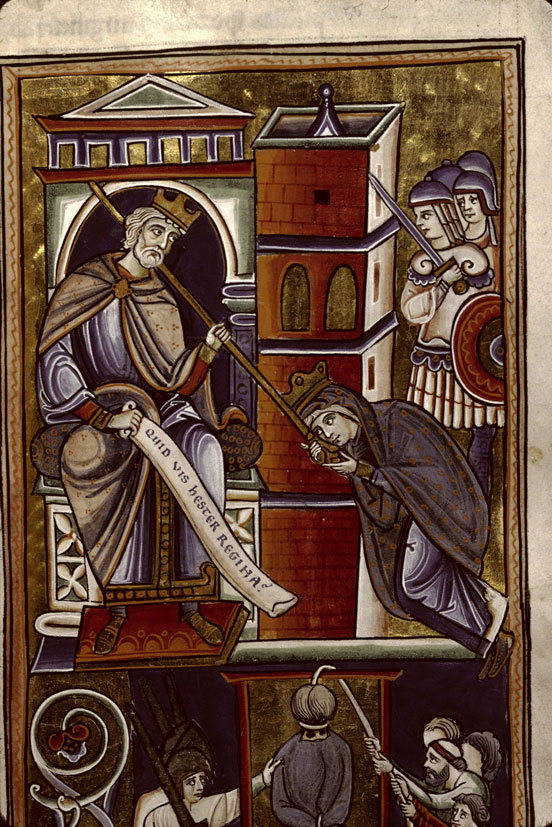
Fol. 284-1 : Esther et Assuérus
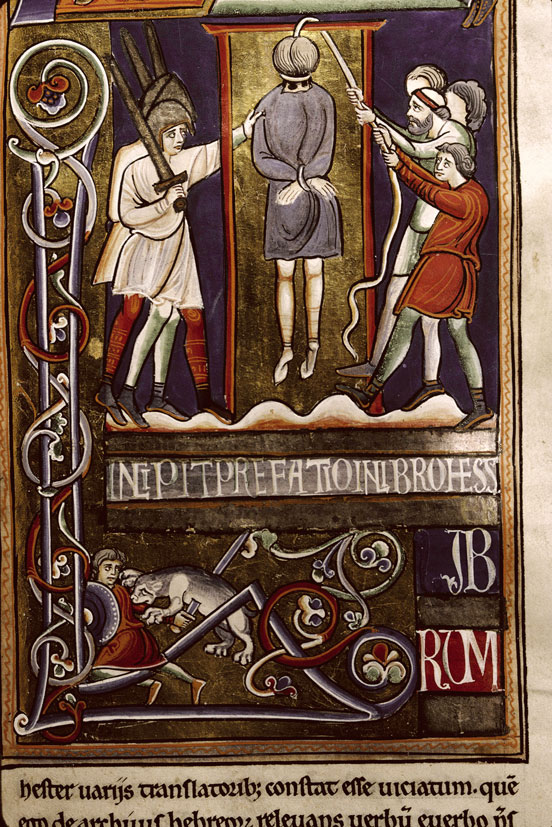
Fol. 284-2 : Pendaison d'Amman

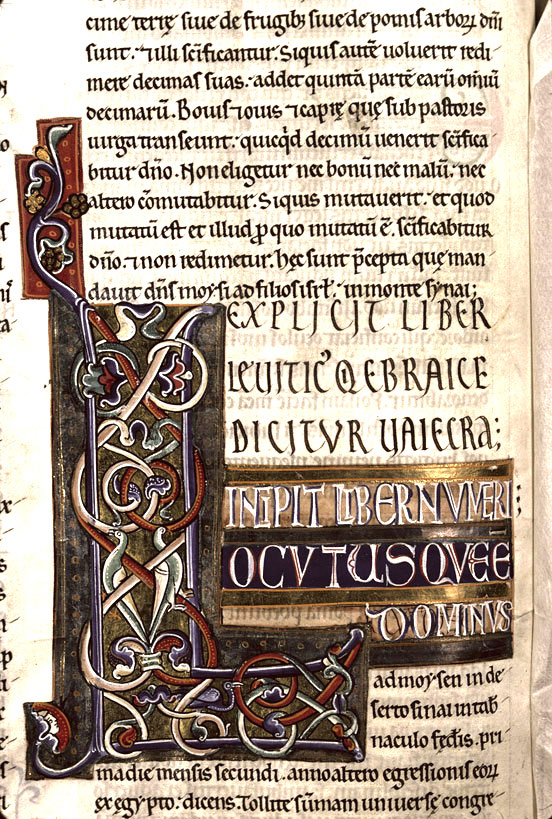
Fol. 46v : Initiale
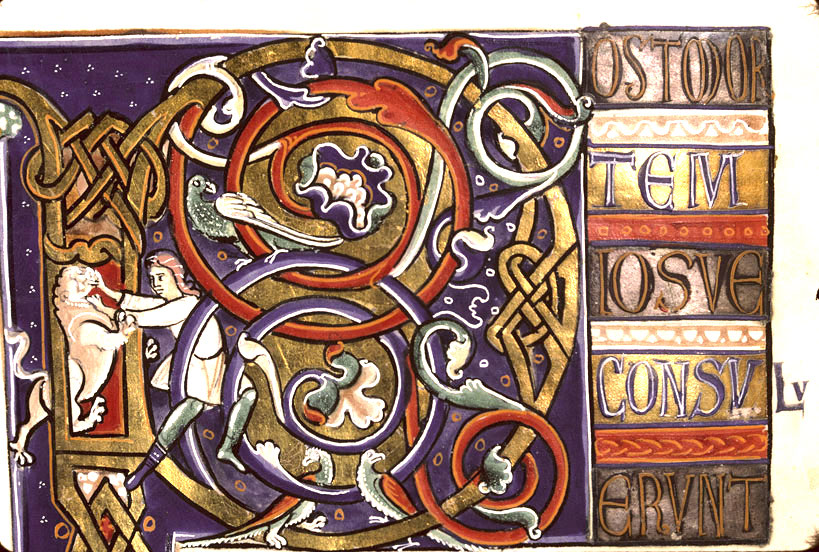
Fol. 81 : Initiale

## Expositions
- 1878 : exposition universelle au Trocadéro (Bulletin du bibliophile de 1878).
- 1937 : exposition à la rétrospective Chefs-d’œuvre de l’art français au palais des beaux-arts de Tokyo.
- 1954 : Les Manuscrits à peintures en France du VIIe au XIIe siècle ; exposition à la Bibliothèque nationale, avec le sacramentaire de Souvigny (Ms 14)
- 1980-81 : La Vie mystérieuse des chefs-d’œuvre : la science au service de l’art ; exposition au Grand Palais, du 15 septembre 1980 au 31 janvier 1981.
- 1982 (février) : projet d’exposition à Moulins, à la suite de sa restauration[Information douteuse].
- 1992 : L'Europe et la Bible ; exposition à la Bibliothèque municipale et inter-universitaire, Clermont-Ferrand, 15 novembre-15 décembre.
- 1995 : Le monde clunisien, d’Hugues de Semur à Pierre le Vénérable ; exposition à Cluny du 2 juillet au 28 août.
- 1995-1996 : prêt de la reliure uniquement pour une exposition consacrée aux Émaux de Limoges, du 23 octobre 1995 au 23 janvier 1996 au Musée du Louvre, et du 4 mars au 16 juin 1996 au Metropolitan Museum of Art de New-York.
- 1999 : Nouveau regard sur la Bible de Souvigny ; exposition au Musée de Souvigny, 30 juin-30 août. Édition de la brochure de Patricia Stirnemann, Nouveau regard sur la Bible de Souvigny.
- 2004 : Ces images qui racontent le Bourbonnais ; exposition au Musée Anne-de-Beaujeu, avec l’Évangéliaire de Gannat, 23 janvier-31 mars 2004.
- 2005-2006 : Livres de paroles : Torah, Bible, Coran ; exposition dans la grande galerie d’exposition de la BNF, site François-Mitterrand, du 9 novembre 2005 au 30 avril 2006.
- 2007 : Cluny en Auvergne ; exposition au musée de Souvigny, du 20 juillet au 15 août. Publication de l’ouvrage de W. Cahn et P. Stirnemann.
- 2010 : Cluny : 910-2010 : onze siècles de rayonnement ; exposition du  17 juillet au 19 septembre 2010.